# 菊川曉
菊川 曉（きくがわ さとる、1965年7月4日- ）は、日本の実業家。

## 概要
Galaグループの創業者。株式会社ガーラの代表取締役グループCEO、株式会社Gala Labの代表取締役社長を務める。父は元東レの常勤監査役の菊川のぼる。野村證券金融市場調査部長の菊川匡は双子の実弟。板垣與一一橋大学名誉教授は祖父。
創業した株式会社ガーラの株式16.65%を保有する筆頭株主（2023年3月現在）。
1988年　慶應義塾大学経済学部卒業
　　　　 株式会社博報堂入社
1993年 株式会社博報堂退社
　　　　株式会社ガーラ設立　代表取締役社長就任
2000年 株式会社ガーラ　NASDAQ Japan　上場
　　　　(現東証スタンダード）
2006年　株式会社ガーラ代表取締役会長
　　　　兼グループCEO　就任
2020年　株式会社ツリーフル設立
　　　　代表取締役社長就任